# Handball-Bayernliga 1977/78
Die Saison 1977/78 der Handball-Bayernliga war die zwanzigste Spielzeit der höchsten bayerischen Handballliga, die als dritthöchste Spielklasse im deutschen Ligensystem eingestuft war. 

## Saisonverlauf
Die Meisterschaft gewann TG 1848 Würzburg, die damit auch das Aufstiegsrecht zur zweitklassigen Regionalliga erhielt. Die Absteiger waren der FC Bayern München und die TB 1888 Erlangen.

### Teilnehmer
Neu in der Liga waren der TSV Marktoberdorf und der VfL Wunsiedel, beides Aufsteiger aus der Landesklasse Bayern. Nicht mehr dabei sein konnten der TSV Allach 09 und der VfL Bad Neustadt, sie waren die Absteiger in die bayerische Verbandsliga und der TuSpo Nürnberg als Aufsteiger in die Regionalliga Süd.  

### Modus
Es wurde eine Hin- und Rückrunde gespielt. Platz eins war der Bayerischer Meister mit Aufstiegsberechtigt,
 Die Plätze zehn und elf waren die Absteiger, die den Weg in die Verbandsliga 1978/79 antreten mussten.

### Abschlusstabelle
Saison 1977/78 
|     | Mannschaft                 | Spiele | Punkte |
| --- | -------------------------- | ------ | ------ |
| 1.  | TG 1848 Würzburg (A)       | 20     | 28:12  |
| 2.  | FC Augsburg (Handball)     | 20     | 24:16  |
| 3.  | TSV 1846 Lohr              | 20     | 24:16  |
| 4.  | Post SV Regensburg (A)     | 20     | 22:18  |
| 5.  | TSV 1863 Marktoberdorf (N) | 20     | 21:19  |
| 6.  | VfL Wunsiedel (N)          | 20     | 21:19  |
| 7.  | TSV 1861 Zirndorf          | 20     | 19:21  |
| 8.  | TV 1848 Erlangen           | 20     | 19:21  |
| 9.  | Regensburger TS            | 20     | 17:23  |
| 10. | FC Bayern München          | 20     | 15:25  |
| 11. | TB 1888 Erlangen           | 20     | 10:30  |

Bereich des „Bayerischen Handballverbandes“ (BHV)

(A) = Absteiger aus der Regionalliga (N) = Neu in der Liga (Aufsteiger) 

 Meister und für die Handball-Regionalliga 1978/79 qualifiziert
  „Für die Bayernliga 1978/79 qualifiziert“ 
  „Absteiger“

## Handball-Bayernliga (Frauen) 1977/78
- Bayerischer Meister HG TV 1860 Fürth
- Regionalliga-Aufsteiger HG TV 1860 Fürth